# Cuadros Verdes
Los Cuadros Verdes (en bosnio: Zeleni kadar) fueron una fuerza paramilitar nacionalista bosnia durante la Segunda Guerra Mundial. Fue fundada a principios de diciembre de 1941 como reacción a una masacre de hombres y mujeres bosnios llevada a cabo en Foča por los chetniks serbios. La organización se formó en malas condiciones y no fue apoyada al principio por el gobierno títere croata. Llegó al poder después de que los partisanos comenzaran a irrumpir más profundamente en Bosnia. Su líder fue Nešad Topčić.

## Historia
El 5 de diciembre de 1941, los italianos, de acuerdo con el comandante chetnik Sergej Mihailović, dieron la ciudad de Foča bajo el control de los chetniks, y las partes de la ciudad pobladas por bosnios comenzaron a organizar su propia "Fuerza Musulmana de Defensa". Las unidades de defensa mal armadas no pudieron evitar las masacres de bosnios en el área de Podrinje en Bosnia. Después de varios ataques y masacres principalmente contra la población civil de esa zona, los líderes bosnios destacados celebraron una conferencia en Sarajevo el 28 de agosto de 1942 en la que se dejó claro que el gobierno del NDH no estaba haciendo nada en defensa de la población bosnia en Bosnia y Herzegovina. Por eso, el destacado líder bosnio Muhamed ef. Pandža hizo una declaración en la que solicitaba una acción inmediata del gobierno del NDH. Fundaron y proclamaron el "Comité Popular de Salvación Nacional de los Bosnios" y las primeras tareas del comité fueron fundar la primera fuerza de defensa bosnia después de la caída del Reino de Yugoslavia. Algunos de los miembros de la conferencia encabezada por Topčić fueron a Berlín para solicitar a los alemanes el establecimiento de una Bosnia y Herzegovina autónoma. Se celebraron otras dos reuniones pero no se obtuvo ningún resultado positivo y la situación de la población bosnia en el NDH siguió siendo desesperada.

## Estatutos
La conferencia también confirmó el estatuto de las fuerzas de defensa. El estatuto contenía muchos puntos, pero los cuatro principales que estaban relacionados con los Cuadros Verdes eran:
- Protección de las zonas pobladas por bosnios en Bosnia
- Controlar el movimiento de la población ortodoxa en estas áreas.
- La planificación y preparación de la acción de los Cuadros Verdes debe realizarse con estricta confidencialidad.
- Los traidores serán ejecutados.

## Reorganización de 1943
Después de que los partisanos llevaron a cabo varios ataques en el noreste de Bosnia y sufrieron grandes pérdidas de hombres, los oficiales clave que apoyaban a la milicia la abandonaron y se unieron a los partisanos o al ejército del NDH. La principal razón de la reorganización fue la muerte de Muhamed Hadžiefendić y la destrucción de su legión de "voluntarios musulmanes". Los Cuadros Verdes no tenían la intención de estar de ningún lado, pero ocasionalmente fueron obsequiados con suministros que los hicieron continuar. La organización estaba presente en la mayoría de las ciudades de Bosnia y su objetivo principal seguía siendo proteger a la población civil de las fuerzas chetniks.

## Final de la guerra
Con el rápido avance de los partidarios de Tito en 1945, quedó claro que el gobierno del NDH junto con otras facciones del Eje colapsarían con la capitulación de Alemania en mayo de 1945. La mayoría de las unidades de los Cuadros Verdes que todavía estaban bajo el control de algunos ayuntamientos tomaron el control de acuerdo con los partisanos. Algunas de las unidades de los Cuadros Verdes se unieron a los partisanos y juntos liberaron algunas áreas en Bosnia. Lo más famoso fue la ayuda en la liberación de Sarajevo, donde partes de los Cuadros Verdes se incorporaron a la 16.ª Brigada Musulmana Partisana.